# Guy d'Ibelin (sénéchal de Chypre)
Pour les articles homonymes, voir Guy d'Ibelin.
Guy d'Ibelin, mort entre 1350 et 1360, est un noble issu de la maison d'Ibelin. Il est le fils de Philippe d'Ibelin, sénéchal de Chypre, et de sa seconde épouse Marie Embriaco, dame-titulaire du Gibelet.
En 1318, il est nommé sénéchal du royaume de Chypre, succédant ainsi à son père. Il est tenu en haute estime par le roi Hugues IV de Lusignan, qui le nomme dans un décret royal de 1329 comme un « magnificus vir », en charge de la création de quatre nouveaux sacerdoces dans la cathédrale de Nicosie.
Grâce à une dispense papale du 13 novembre 1319, il épouse Marguerite d'Ibelin, fille de Guy d'Ibelin et de son épouse Isabelle d'Ibelin, et donc la sœur d'Alice d'Ibelin, reine de Chypre. De ce mariage naissent trois enfants :
- Jean d'Ibelin, qui deviendrait sénéchal de Chypre après son père ;
- Alix d'Ibelin, qui épouse Jean de Lusignan, régent du royaume de Chypre et prince-titulaire d'Antioche, avec qui elle a un fils unique : Jacques ;
- Marguerite d'Ibelin, probablement morte jeune sans union ni descendance.

En 1334, il quitte Chypre pour devenir citoyen de la république de Venise.
Il meurt entre 1350 et 1360.